# Петров Олексій Геннадійович
Олексій Геннадійович Петров (нар. 29 травня 1976, м. Коломна) — український офіцер спецслужб, генерал-майор, начальник Управління СБУ в Кіровоградській області (2019—2020). Керівник Департаменту контррозвідки Служби безпеки України (2017—2019). Колишній голова Закарпатської ОДА з 22 квітня по 7 грудня 2020 року. Голова Закарпатської обласної ради з 7 грудня 2020 до 15 листопада 2021 року. Заслужений юрист України, кандидат юридичних наук.

## Життєпис
14 лютого 2017 року Указом Президента України призначений керівником Департаменту контррозвідки СБУ. На цьому посту він змінив Віталія Найду.
27 серпня 2019 року звільнений з посади керівника Департаменту контррозвідки і призначений начальником Управління СБУ в Кіровоградській області.
З 22 квітня по 7 грудня 2020 року — голова Закарпатської обласної державної адміністрації. 25 листопада 2020 року Кабінет Міністрів України узгодив звільнення голови Закарпатської обласної державної адміністрації Олексія Петрова.
Очолив список партії «Слуга народу» на виборах до Закарпатської обласної ради.
З 7 грудня 2020 до 15 листопада 2021 року — голова Закарпатської обласної ради.
Одружений, має 5 дітей.

## Наукові звання
- Кандидат юридичних наук (станом на 2011, 2017)[14][6]

## Звання
- полковник (станом на 2015)[15]
- генерал-майор (станом на 2018)[16]

## Нагороди і почесні звання
- Орден Богдана Хмельницького III ступеня[4]
- Орден Данила Галицького (10 жовтня 2015)[15]
- Заслужений юрист України (23 березня 2018)[16]